# Dichtungskontrollsystem
Ein Dichtungskontrollsystem ist ein Messsystem zur flächendeckenden Kontrolle von erdverlegten Großflächenabdichtungen sowie zur Ortung von Leckagen in erdverlegten Kunststoffabdichtungen innerhalb von Abdichtungssystemen. Abhängig von der gewählten Konstruktion und den Werkstoffen des Systems sowie den zum Einsatz kommenden Produktions-, Einbau- und Qualitätssicherungsverfahren sind Dichtungskontrollsysteme speziell für die Langzeitüberwachung von Abdichtungssystemen für Deponien geeignet.

## Technischer Aufbau
Ein Dichtungskontrollsystem besteht, in Abhängigkeit von der zur Ausführung kommenden Systemkonfiguration, aus folgenden funktionalen Komponenten:
1. erdverlegte Komponenten einschließlich der Feldverteiler
2. Mess- und Auswerteeinheit
3. ggfs. zusätzlicher Auswerterechner mit Auswertungs- und Visualisierungsfunktion

## Funktionsbeschreibung
Grundlegend für ein Dichtungskontrollsystem ist die Ermittlung und Bewertung der örtlichen Widerstandsverteilung der Kunststoffabdichtung durch Messung von Potenzial- bzw. korrespondierenden Stromdichteverteilungen mittels einer matrixartigen Anordnung von Messpunkten unterhalb der Bauwerksabdichtung. Die Messpunkte werden über Messleitungen bis zum Rand der Bauwerksabdichtung     geführt und dort auf Anschlusspunkte in Feldverteilern aufgelegt. Zusätzlich werden je nach Größe der zu überwachenden Abdichtung eine oder mehrere Gegenelektroden im Schichtensystem oberhalb der Abdichtung, z. B. in der Dränageschicht, platziert und über Anschlussleitungen ebenfalls auf Anschlusspunkte im Feldverteiler aufgelegt.  Hierbei wird ausgenutzt, dass die Kunststoffabdichtung ein flächiger elektrischer Nichtleiter ist, der in einem in der Regel feuchten und daher elektrisch leitfähigen Schichtensystem eingebettet ist.
Zur Durchführung der Kontrollmessung wird im Feldverteiler eine computergesteuerte Mess- und Auswerteeinheit an die Aufschaltepunkte der erdverlegten Komponenten angeschlossen. Mit dieser Mess- und Auswerteeinheit wird je nach Ausbaustufe des Leckortungssystems automatisch oder teilautomatisiert das Dichtungskontrollsystem durchgemessen, wobei zunächst die Funktion des Dichtungskontrollsystems selbst und dann der Zustand der Abdichtung überprüft wird.
Die Auswertung der Messung erfolgt je nach Ausbaustufe des Systems manuell mittels einer Standard-Software, teilautomatisiert oder automatisiert über eine datenbankgestützte Auswertesoftware. Unabhängig von der Art der verwendeten Software erfolgt die Auswertung auf der Basis folgender Zusammenhänge:
Ist die Abdichtung intakt, so ist im Idealfall die gemessene Spannung an allen Messpunkten nahezu null, da kein Strom durch die Abdichtung gegen Erde abfließen kann. Kommt es in der Abdichtung zu einer Leckage, so wird durch die Leckageflüssigkeit eine elektrisch leitfähige Verbindung zwischen den Schichtensystemen oberhalb und unterhalb hergestellt. Wird auf die Gegenelektrode eine Messspannung aufgeprägt, so fließt ein Messstrom von der Gegenelektrode oberhalb der Abdichtung über die Leckage gegen Erde ab. Hierdurch entsteht unterhalb der Abdichtung im Bereich der Leckage eine typische Potenzialverteilung, die mit der Messanordnung erfasst und als Leckage bewertet werden kann. Im Erdreich unterhalb der Abdichtung ist dabei die volumenbezogene Stromstärke des Ableitstroms umso größer, je geringer der Abstand zur Leckagestelle ist. Da die unterhalb der Abdichtung gemessene Spannung proportional zur Stromstärke des Ableitstromes ist, ist auch die Spannung umso höher, je geringer der Abstand zur Leckagestelle ist.
Da die Einbauposition der Messpunkte bekannt ist, kann über die Auswertesoftware die genaue Position der Leckage anhand der gemessenen Spannungsverteilung bestimmt werden.
Voraussetzung für die grundsätzliche Funktion eines Dichtungskontrollsystems bzw. für das zugrunde liegende physikalische Prinzip ist also  einerseits eine ausreichende Eigenleitfähigkeit der an die Abdichtung angrenzenden Schichten sowie ein hinreichender Stromfluss durch die Schadstelle in der Abdichtung, z. B. infolge durchsickernder Flüssigkeit. Liegen diese beschriebenen physikalischen Voraussetzungen für die Funktion vor, besitzen Dichtungskontrollsysteme eine hohe Sicherheit in Bezug auf die Detektion und Ortung von Leckagen.